# クミアーナ
クミアーナ（伊: Cumiana）は、イタリア共和国ピエモンテ州トリノ県にある、人口約7,900人の基礎自治体（コムーネ）。

## 地理

### 位置・広がり

#### 隣接コムーネ
隣接するコムーネは以下の通り。
- アイラスカ
- カンタルーパ
- フロッサスコ
- ジャヴェーノ
- ピナスカ
- ピネローロ
- ピョッサスコ
- ピシーナ
- トラーナ
- ヴォルヴェーラ

## 行政

### 分離集落
クミアーナには、以下の分離集落（フラツィオーネ）がある。
- Allivellatori, Luisetti,Pieve,Tavernette, Verna

## 姉妹都市
- San Guillermo、アルゼンチン

## 出身著名人
- フランチェスコ・カムッソ - 自転車ロードレース選手